# The 50th Anniversary Album
A The 50th Anniversary Album című válogatásalbum Cliff Richard brit énekes következő (jubileumi) nagylemeze, amely 2008. november 3-án jelent meg az EMI kiadó gondozásában.
A válogatásalbum nem kevesebb mint 50 dalt tartalmaz. Az első nagy sikerdaltól kezdve (Move It) a 2008-as Thank You for a Lifetime című kislemezig ez a kollekció 13 olyan kislemezt tartalmaz, amely első helyezett lett Angliában és számos olyan dalt, amely bekerült a UK Top 40-be, Cliff Richard kitartó varázsát mutatva.

## Dalok listája

### CD 1
| #   | Év   | Cím                               | Szövegíró                                              | Producer                   | Hossz |
| --- | ---- | --------------------------------- | ------------------------------------------------------ | -------------------------- | ----- |
| 1.  | 1958 | Move It                           | Ian Samwell, Aaron Schroeder                           | Norrie Paramor             | 2:23  |
| 2.  | 1959 | Living Doll (dal)                 | Lionel Bart                                            | Norrie Paramor             | 2:38  |
| 3.  | 1959 | Travellin' Light                  | Sid Tepper, Roy C. Bennett                             | Norrie Paramor             | 2:36  |
| 4.  | 1960 | Please Don't Tease                | Bruce Welch, Peter Chester                             | Norrie Paramor             | 2:59  |
| 5.  | 1960 | Nine Times Out Of Ten             | Waldense Hall, Otis Blackwell                          | Norrie Paramor             | 2:08  |
| 6.  | 1960 | I Love You                        | Bruce Welch                                            | Norrie Paramor             | 2:03  |
| 7.  | 1961 | The Young Ones                    | Sid Tepper, Roy C. Bennett                             | Norrie Paramor             | 3:11  |
| 8.  | 1961 | I'm Looking Out the Window        | John Jacob Niles                                       | Norrie Paramor             | 2:46  |
| 9.  | 1961 | Do You Wanna Dance                | Bobby Freeman                                          | Norrie Paramor             | 2:15  |
| 10. | 1962 | It'll Be Me                       | Jack Clement                                           | Norrie Paramor             | 1:55  |
| 11. | 1962 | The Next Time                     | Buddy Kaye, Philip Springer                            | Norrie Paramor             | 2:58  |
| 12. | 1962 | Bachelor Boy                      | Bruce Welch, Cliff Richard                             | Norrie Paramor             | 2:01  |
| 13. | 1963 | Summer Holiday                    | Bruce Welch, Brian Bennett                             | Norrie Paramor             | 2:16  |
| 14. | 1963 | Lucky Lips                        | Jerry Lieber, Mike Stoller                             | Norrie Paramor             | 2:44  |
| 15. | 1963 | It's All In The Game              | Carl Sigman, Charles Daves                             | Norrie Paramor             | 3:12  |
| 16. | 1963 | Don't Talk To Him                 | Cliff Richard, Bruce Welch                             | Norrie Paramor             | 2:53  |
| 17. | 1964 | Constantly                        | Saverio Seracini, Vincenzo d'Acquisito, Michael Julien | Norrie Paramor             | 2:38  |
| 18. | 1964 | On The Beach                      | Bruce Welch, Hank Marvin, Cliff Richard                | Norrie Paramor             | 2:28  |
| 19. | 1964 | The Welfth Of Never               | Jerry Livingston, Paul Francis Webster                 | Norrie Paramor             | 2:42  |
| 20. | 1964 | I Could Easily Fall (In Love You) | Hank Marvin, Bruce Welch, Brian Bennett, John Rostill  | Norrie Paramor             | 2:56  |
| 21. | 1965 | The Minute You're Gone            | Jimmy Gately                                           | Bob Morgan, Billy Sherrill | 2:20  |
| 22. | 1965 | Wind Me Up (Let Me Go)            | John Talley, Bob Montgomery                            | Bob Morgan, Billy Sherrill | 2:27  |
| 23. | 1966 | In The Country                    | Hank Marvin, Bruce Welch, John Rostill, Brian Bennett  | Norrie Paramor             | 2:42  |
| 24. | 1967 | The Day I Met Marie               | Hank Marvin                                            | Norrie Paramor             | 2:15  |
| 25. | 1968 | Congratulations                   | Bill Martin, Phil Coulter                              | Norrie Paramor             | 2:32  |
| 26. | 1973 | Power To All Our Friends          | Guy Fletcher, Doug Flett                               | David MacKay               | 3:01  |
| 27. | 1976 | Miss You Nights                   | Dave Townsend                                          | Bruce Welch                | 3:56  |
| 28. | 1975 | Devil Woman                       | Terry Britten, Christine Holmes                        | Bruce Welch                | 3:34  |
| 29. | 1979 | We Don't Talk Anymore             | Alan Tarney                                            | Bruce Welch                | 4:13  |

### CD 2
| #   | Év   | Cím                                               | Szövegíró | Producer                       | Hossz |
| --- | ---- | ------------------------------------------------- | --- | ------------------------------ | ----- |
| 1.  | 1980 | Carrie                                            | Terry Britten, B.A. Robertson | Cliff Richard, Terry Britten   | 3:28  |
| 2.  | 1980 | Dreamin'                                          | Alan Tarney, Leo Sayer | Alan Tarney                    | 3:37  |
| 3.  | 1981 | A Little In Love                                  | Alan Tarney | Alan Tarney                    | 3:37  |
| 4.  | 1981 | Wired For Sound                                   | B.A. Robertson, Alan Tarney | Alan Tarney                    | 3:38  |
| 5.  | 1981 | Daddy's Home (élő)                                | James Sheppard, William Miller | Cliff Richard                  | 3:03  |
| 6.  | 1982 | Little Town                                       | Phillips Brooks (eredeti), Chris Eaton (új változat)                                                                               | Cliff Richard, Craig Pruess    | 4:08  |
| 7.  | 1983 | True Love Ways (élő)                              | Norman Petty, Buddy Holly | Cliff Richard & Richard Hewson | 3:13  |
| 8.  | 1987 | My Pretty One                                     | Alan Tarney | Alan Tarney                    | 3:57  |
| 9.  | 1987 | Some People                                       | Alan Tarney | Alan Tarney                    | 3:51  |
| 10. | 1988 | Mistletoe and Wine                                | Keith Strachan, Leslie Stewart, Jeremy Paul                                                                                        | Cliff Richard                  | 3:54  |
| 11. | 1989 | The Best Of Me                                    | Jeremy Lubbock, David Foster, Richard Marx                                                                                         | Cliff Richard                  | 4:11  |
| 12. | 1990 | Silhouettes (élő)                                 | Frank C. Slay Jr. & Bob Crewe | Cliff Richard                  | 2:56  |
| 13. | 1990 | From A Distance (élő)                             | Julie Gold | Cliff Richard                  | 4:45  |
| 14. | 1990 | Saviour's Day                                     | Chris Eaton | Cliff Richard, Paul Moessl     | 4:55  |
| 15. | 1993 | Peace In Our Time                                 | Peter Sinfield, Andy Hill | Paul Moessl, Cliff Richard     | 5:46  |
| 16. | 1998 | Can't Keep This Feeling In                        | Dennis Lambert, Steve Skinner, Arnie Roman                                                                                         | Peter Wolf                     | 5:05  |
| 17. | 1999 | The Millennium Prayer (acapella verzió)           | God (szöveg); Ismeretlen szerző (zene); David Arch, Stephen Deal, Paul Field, Anne Skates & Nigel Wright (traditional arrangement) | Nigel Wright                   | 4:42  |
| 18. | 2001 | Somewhere Over The Rainbow/What a Wonderful World | Harold Arlen & E Y "Yip" Harburg (Somewhere Over The Rainbow); George David Weiss/ George Douglas (What A Wonderful World)         | Alan Tarney                    | 3:35  |
| 19. | 2006 | 21st Century Christmas                            | Paul Brady, Ralph Murphy | Chris Porter                   | 4:00  |
| 20. | 2005 | What Car                                          | Trey Bruce, Gary Burr, David Mullen                                                                                                | Trey Bruce                     | 3:31  |
| 21. | 2008 | Thank You For A Lifetime                          | Jez Ashurst, Charlie Grant, Pete Woodroffe                                                                                         | Chris Neil                     | 3:21  |

## Helyezések
| Megjelenés dátuma   | Kislemez címe             | Kislemez címe             | Kislemez címe             | Kislemez címe             | Kislemez címe             | Kislemez címe             | Kislemez címe             | Kislemez címe             | Kislemez címe             | Kislemez címe             | Kislemez címe             | Kislemez címe             | Kislemez címe             | Kislemez címe             | Kislemez címe             | Kislemez címe             | Kislemez címe             | Kislemez címe             | Kislemez címe             | Kislemez címe             | Kislemez címe             | Kislemez címe             | Kislemez címe             | Kislemez címe             | Kislemez címe             | Kislemez címe             | Kislemez címe             | Kislemez címe             | Kislemez címe             | Kislemez címe             | Kislemez címe             | Kislemez címe             | Kislemez címe             | Kislemez címe             | Kislemez címe             | Kislemez címe             | Kislemez címe             | Kislemez címe             | Kislemez címe             | Kislemez címe             | Kislemez címe             | Kislemez címe             | Kislemez címe             | Kislemez címe             | Kislemez címe             | Kislemez címe             | Kislemez címe             | Kislemez címe             | Kislemez címe             | Kislemez címe             | Kislemez címe             | Kislemez címe             | Kislemez címe             | Kislemez címe             | Kislemez címe             | Kislemez címe             | Kislemez címe             | Kislemez címe             | Kislemez címe             | Kislemez címe             | Kislemez címe             | Kislemez címe             | Kislemez címe             | Kislemez címe             | Kislemez címe             | Kislemez címe             | Kislemez címe             | Kislemez címe             | Kislemez címe             | Kislemez címe             | Kislemez címe             | Kislemez címe             | Kislemez címe             | Kislemez címe             | Kislemez címe             | Kislemez címe             | Kislemez címe             | Kislemez címe             | Kislemez címe             | Kislemez címe             | Kislemez címe             | Kislemez címe             | Kislemez címe             | Kislemez címe             | Kislemez címe             | Kislemez címe             | Kislemez címe             | Kislemez címe             | Kislemez címe             | Kislemez címe             | Kislemez címe             | Kislemez címe             | Kislemez címe             | Kislemez címe             | Kislemez címe             | Kislemez címe             | Kislemez címe             | Kislemez címe             | Kislemez címe             | Kislemez címe             | Kislemez címe             | Kislemez címe             | Kislemez címe             | Kislemez címe             | Kislemez címe             | Kislemez címe             | Kislemez címe             | Kislemez címe             | Kislemez címe             | Kislemez címe             | Kislemez címe             | Kislemez címe             | Kislemez címe             | Kislemez címe             | Kislemez címe             | Kislemez címe             | Kislemez címe             | Kislemez címe             | Kislemez címe             | Kislemez címe             | Kislemez címe             | Kislemez címe             | Kislemez címe             | Kislemez címe             | Kislemez címe             | Kislemez címe             | Kislemez címe             | Kislemez címe             | Kislemez címe             | Kislemez címe             | Kislemez címe             | Kislemez címe             | Kislemez címe             | Kislemez címe             | Kislemez címe             | UK Helyezés | USA Helyezés | Ausztrália Helyezés | Írország Helyezés |
| ------------------- | ------------------------- | ------------------------- | ------------------------- | ------------------------- | ------------------------- | ------------------------- | ------------------------- | ------------------------- | ------------------------- | ------------------------- | ------------------------- | ------------------------- | ------------------------- | ------------------------- | ------------------------- | ------------------------- | ------------------------- | ------------------------- | ------------------------- | ------------------------- | ------------------------- | ------------------------- | ------------------------- | ------------------------- | ------------------------- | ------------------------- | ------------------------- | ------------------------- | ------------------------- | ------------------------- | ------------------------- | ------------------------- | ------------------------- | ------------------------- | ------------------------- | ------------------------- | ------------------------- | ------------------------- | ------------------------- | ------------------------- | ------------------------- | ------------------------- | ------------------------- | ------------------------- | ------------------------- | ------------------------- | ------------------------- | ------------------------- | ------------------------- | ------------------------- | ------------------------- | ------------------------- | ------------------------- | ------------------------- | ------------------------- | ------------------------- | ------------------------- | ------------------------- | ------------------------- | ------------------------- | ------------------------- | ------------------------- | ------------------------- | ------------------------- | ------------------------- | ------------------------- | ------------------------- | ------------------------- | ------------------------- | ------------------------- | ------------------------- | ------------------------- | ------------------------- | ------------------------- | ------------------------- | ------------------------- | ------------------------- | ------------------------- | ------------------------- | ------------------------- | ------------------------- | ------------------------- | ------------------------- | ------------------------- | ------------------------- | ------------------------- | ------------------------- | ------------------------- | ------------------------- | ------------------------- | ------------------------- | ------------------------- | ------------------------- | ------------------------- | ------------------------- | ------------------------- | ------------------------- | ------------------------- | ------------------------- | ------------------------- | ------------------------- | ------------------------- | ------------------------- | ------------------------- | ------------------------- | ------------------------- | ------------------------- | ------------------------- | ------------------------- | ------------------------- | ------------------------- | ------------------------- | ------------------------- | ------------------------- | ------------------------- | ------------------------- | ------------------------- | ------------------------- | ------------------------- | ------------------------- | ------------------------- | ------------------------- | ------------------------- | ------------------------- | ------------------------- | ------------------------- | ------------------------- | ------------------------- | ------------------------- | ------------------------- | ------------------------- | ------------------------- | ------------------------- | ------------------------- | ------------------------- | ----------- | ------------ | ------------------- | ----------------- |
| 2008. szeptember 7. | Thank You For a Lifetime  | Thank You For a Lifetime  | Thank You For a Lifetime  | Thank You For a Lifetime  | Thank You For a Lifetime  | Thank You For a Lifetime  | Thank You For a Lifetime  | Thank You For a Lifetime  | Thank You For a Lifetime  | Thank You For a Lifetime  | Thank You For a Lifetime  | Thank You For a Lifetime  | Thank You For a Lifetime  | Thank You For a Lifetime  | Thank You For a Lifetime  | Thank You For a Lifetime  | Thank You For a Lifetime  | Thank You For a Lifetime  | Thank You For a Lifetime  | Thank You For a Lifetime  | Thank You For a Lifetime  | Thank You For a Lifetime  | Thank You For a Lifetime  | Thank You For a Lifetime  | Thank You For a Lifetime  | Thank You For a Lifetime  | Thank You For a Lifetime  | Thank You For a Lifetime  | Thank You For a Lifetime  | Thank You For a Lifetime  | Thank You For a Lifetime  | Thank You For a Lifetime  | Thank You For a Lifetime  | Thank You For a Lifetime  | Thank You For a Lifetime  | Thank You For a Lifetime  | Thank You For a Lifetime  | Thank You For a Lifetime  | Thank You For a Lifetime  | Thank You For a Lifetime  | Thank You For a Lifetime  | Thank You For a Lifetime  | Thank You For a Lifetime  | Thank You For a Lifetime  | Thank You For a Lifetime  | Thank You For a Lifetime  | Thank You For a Lifetime  | Thank You For a Lifetime  | Thank You For a Lifetime  | Thank You For a Lifetime  | Thank You For a Lifetime  | Thank You For a Lifetime  | Thank You For a Lifetime  | Thank You For a Lifetime  | Thank You For a Lifetime  | Thank You For a Lifetime  | Thank You For a Lifetime  | Thank You For a Lifetime  | Thank You For a Lifetime  | Thank You For a Lifetime  | Thank You For a Lifetime  | Thank You For a Lifetime  | Thank You For a Lifetime  | Thank You For a Lifetime  | Thank You For a Lifetime  | Thank You For a Lifetime  | Thank You For a Lifetime  | Thank You For a Lifetime  | Thank You For a Lifetime  | Thank You For a Lifetime  | Thank You For a Lifetime  | Thank You For a Lifetime  | Thank You For a Lifetime  | Thank You For a Lifetime  | Thank You For a Lifetime  | Thank You For a Lifetime  | Thank You For a Lifetime  | Thank You For a Lifetime  | Thank You For a Lifetime  | Thank You For a Lifetime  | Thank You For a Lifetime  | Thank You For a Lifetime  | Thank You For a Lifetime  | Thank You For a Lifetime  | Thank You For a Lifetime  | Thank You For a Lifetime  | Thank You For a Lifetime  | Thank You For a Lifetime  | Thank You For a Lifetime  | Thank You For a Lifetime  | Thank You For a Lifetime  | Thank You For a Lifetime  | Thank You For a Lifetime  | Thank You For a Lifetime  | Thank You For a Lifetime  | Thank You For a Lifetime  | Thank You For a Lifetime  | Thank You For a Lifetime  | Thank You For a Lifetime  | Thank You For a Lifetime  | Thank You For a Lifetime  | Thank You For a Lifetime  | Thank You For a Lifetime  | Thank You For a Lifetime  | Thank You For a Lifetime  | Thank You For a Lifetime  | Thank You For a Lifetime  | Thank You For a Lifetime  | Thank You For a Lifetime  | Thank You For a Lifetime  | Thank You For a Lifetime  | Thank You For a Lifetime  | Thank You For a Lifetime  | Thank You For a Lifetime  | Thank You For a Lifetime  | Thank You For a Lifetime  | Thank You For a Lifetime  | Thank You For a Lifetime  | Thank You For a Lifetime  | Thank You For a Lifetime  | Thank You For a Lifetime  | Thank You For a Lifetime  | Thank You For a Lifetime  | Thank You For a Lifetime  | Thank You For a Lifetime  | Thank You For a Lifetime  | Thank You For a Lifetime  | Thank You For a Lifetime  | Thank You For a Lifetime  | Thank You For a Lifetime  | Thank You For a Lifetime  | Thank You For a Lifetime  | Thank You For a Lifetime  | Thank You For a Lifetime  | Thank You For a Lifetime  | 3           | -            | -                   | -                 |
| Megjelenés dátuma   | Album címe                | Album címe                | Album címe                | Album címe                | Album címe                | Album címe                | Album címe                | Album címe                | Album címe                | Album címe                | Album címe                | Album címe                | Album címe                | Album címe                | Album címe                | Album címe                | Album címe                | Album címe                | Album címe                | Album címe                | Album címe                | Album címe                | Album címe                | Album címe                | Album címe                | Album címe                | Album címe                | Album címe                | Album címe                | Album címe                | Album címe                | Album címe                | Album címe                | Album címe                | Album címe                | Album címe                | Album címe                | Album címe                | Album címe                | Album címe                | Album címe                | Album címe                | Album címe                | Album címe                | Album címe                | Album címe                | Album címe                | Album címe                | Album címe                | Album címe                | Album címe                | Album címe                | Album címe                | Album címe                | Album címe                | Album címe                | Album címe                | Album címe                | Album címe                | Album címe                | Album címe                | Album címe                | Album címe                | Album címe                | Album címe                | Album címe                | Album címe                | Album címe                | Album címe                | Album címe                | Album címe                | Album címe                | Album címe                | Album címe                | Album címe                | Album címe                | Album címe                | Album címe                | Album címe                | Album címe                | Album címe                | Album címe                | Album címe                | Album címe                | Album címe                | Album címe                | Album címe                | Album címe                | Album címe                | Album címe                | Album címe                | Album címe                | Album címe                | Album címe                | Album címe                | Album címe                | Album címe                | Album címe                | Album címe                | Album címe                | Album címe                | Album címe                | Album címe                | Album címe                | Album címe                | Album címe                | Album címe                | Album címe                | Album címe                | Album címe                | Album címe                | Album címe                | Album címe                | Album címe                | Album címe                | Album címe                | Album címe                | Album címe                | Album címe                | Album címe                | Album címe                | Album címe                | Album címe                | Album címe                | Album címe                | Album címe                | Album címe                | Album címe                | Album címe                | Album címe                | Album címe                | Album címe                | Album címe                | Album címe                | Album címe                | UK Helyezés | USA Helyezés | Ausztrália Helyezés | Írország Helyezés |
| 2008. november 3.   | The 50th Aniversary Album | The 50th Aniversary Album | The 50th Aniversary Album | The 50th Aniversary Album | The 50th Aniversary Album | The 50th Aniversary Album | The 50th Aniversary Album | The 50th Aniversary Album | The 50th Aniversary Album | The 50th Aniversary Album | The 50th Aniversary Album | The 50th Aniversary Album | The 50th Aniversary Album | The 50th Aniversary Album | The 50th Aniversary Album | The 50th Aniversary Album | The 50th Aniversary Album | The 50th Aniversary Album | The 50th Aniversary Album | The 50th Aniversary Album | The 50th Aniversary Album | The 50th Aniversary Album | The 50th Aniversary Album | The 50th Aniversary Album | The 50th Aniversary Album | The 50th Aniversary Album | The 50th Aniversary Album | The 50th Aniversary Album | The 50th Aniversary Album | The 50th Aniversary Album | The 50th Aniversary Album | The 50th Aniversary Album | The 50th Aniversary Album | The 50th Aniversary Album | The 50th Aniversary Album | The 50th Aniversary Album | The 50th Aniversary Album | The 50th Aniversary Album | The 50th Aniversary Album | The 50th Aniversary Album | The 50th Aniversary Album | The 50th Aniversary Album | The 50th Aniversary Album | The 50th Aniversary Album | The 50th Aniversary Album | The 50th Aniversary Album | The 50th Aniversary Album | The 50th Aniversary Album | The 50th Aniversary Album | The 50th Aniversary Album | The 50th Aniversary Album | The 50th Aniversary Album | The 50th Aniversary Album | The 50th Aniversary Album | The 50th Aniversary Album | The 50th Aniversary Album | The 50th Aniversary Album | The 50th Aniversary Album | The 50th Aniversary Album | The 50th Aniversary Album | The 50th Aniversary Album | The 50th Aniversary Album | The 50th Aniversary Album | The 50th Aniversary Album | The 50th Aniversary Album | The 50th Aniversary Album | The 50th Aniversary Album | The 50th Aniversary Album | The 50th Aniversary Album | The 50th Aniversary Album | The 50th Aniversary Album | The 50th Aniversary Album | The 50th Aniversary Album | The 50th Aniversary Album | The 50th Aniversary Album | The 50th Aniversary Album | The 50th Aniversary Album | The 50th Aniversary Album | The 50th Aniversary Album | The 50th Aniversary Album | The 50th Aniversary Album | The 50th Aniversary Album | The 50th Aniversary Album | The 50th Aniversary Album | The 50th Aniversary Album | The 50th Aniversary Album | The 50th Aniversary Album | The 50th Aniversary Album | The 50th Aniversary Album | The 50th Aniversary Album | The 50th Aniversary Album | The 50th Aniversary Album | The 50th Aniversary Album | The 50th Aniversary Album | The 50th Aniversary Album | The 50th Aniversary Album | The 50th Aniversary Album | The 50th Aniversary Album | The 50th Aniversary Album | The 50th Aniversary Album | The 50th Aniversary Album | The 50th Aniversary Album | The 50th Aniversary Album | The 50th Aniversary Album | The 50th Aniversary Album | The 50th Aniversary Album | The 50th Aniversary Album | The 50th Aniversary Album | The 50th Aniversary Album | The 50th Aniversary Album | The 50th Aniversary Album | The 50th Aniversary Album | The 50th Aniversary Album | The 50th Aniversary Album | The 50th Aniversary Album | The 50th Aniversary Album | The 50th Aniversary Album | The 50th Aniversary Album | The 50th Aniversary Album | The 50th Aniversary Album | The 50th Aniversary Album | The 50th Aniversary Album | The 50th Aniversary Album | The 50th Aniversary Album | The 50th Aniversary Album | The 50th Aniversary Album | The 50th Aniversary Album | The 50th Aniversary Album | The 50th Aniversary Album | The 50th Aniversary Album | The 50th Aniversary Album | The 50th Aniversary Album | The 50th Aniversary Album | The 50th Aniversary Album | The 50th Aniversary Album | 11          | -            | 47                  | 26                |